# موريس كونر
موريس كونر هو سياسي كندي، ولد في 30 نوفمبر 1868 في الولايات المتحدة، وتوفي في 9 مايو 1937 في كندا. حزبياً، نشط في إتحاد مزارعي ألبرتا ‏. وقد انتخب عضو الجمعية التشريعية ألبرتا.